# Вулиця Братня (Львів)
Вулиця Бра́тня — вулиця у Шевченківському районі міста Львів, у місцевості Збоїща. Пролягає від вулиці Збоїща до вулиці Шкіряної.

## Історія та забудова
У складі селища Збоїща вулиця мала назву Нова. Після включення селища до меж Львова, у 1958 році отримала сучасну назву.
Вулиця забудована одноповерховими садибами, збереглися два дерев'яні будинки — № 1 та № 3.